# 교황 그레고리오 12세
교황 그레고리오 12세(라틴어: Gregorius PP. XII, 이탈리아어: Papa Gregorio XII)는 제205대 교황(재위: 1406년 11월 30일 - 1415년 7월 4일)이다. 본명은 안젤로 코레르(이탈리아어: Angelo Correr)이다. 서구 대이교를 끝내기 위해 스스로 교황직에서 물러났다.

## 생애
안젤로 코레르는 1327년경 베네치아의 귀족 집안에서 태어났으며, 교황좌에 오르기 전의 생애에 대해서는 많이 알려져 있지 않다. 1380년에 니콜로 모로시니 주교의 뒤를 이어 카스텔로의 주교에 임명되었다.
1390년 12월 1일 그는 콘스탄티노폴리스의 명의 라틴 총대주교에 임명되었다. 1405년 6월 12일 그는 교황 인노첸시오 7세에 의해 산 마르코 성당의 사제급 추기경에 서임되었다. 그는 1406년 11월 30일부터 1409년 10월 23일까지 콘스탄티노폴리스 교구장 서리를 지냈다.

### 교황 선출
인노첸시오 7세 사후, 안젤로 코레르는 로마에서 불과 15명의 추기경들로 구성된 콘클라베에서 새 교황으로 선출되었다. 콘클라베에 앞서 추기경들은 누가 새 교황으로 선출되든지 간에 아비뇽에 있는 대립교황 베네딕토 13세가 교황직 참칭을 중단한다면, 새 교황 역시 교황좌에서 내려와 새로 교황을 선출하여 서구 대이교(1378–1417)를 끝내기로 상호 약속을 하였다. 1406년 11월 30일 교황이 된 안젤로 코레르는 그레고리오 12세라는 이름을 선택하였다.

## 교황

### 교회 분열을 끝내기 위한 협상
로마의 교황과 아비뇽의 대립교황은 리구리아의 사보나에 있는 중립 지역에서 만나기 위해 신중하게 협상에 들어갔지만, 곧 그들의 결심이 흔들리기 시작했다. 그레고리오 12세의 지지자인 나폴리 왕 라디슬라오 그리고 그레고리오 12세의 전임 교황은 정치적인 이유로 자신들의 모든 영향력을 행사하여 대립교황과의 회담을 방해했으며, 교황과 대립교황 모두 각 정파들에 사실상 휘둘리고 있는 실정이었다.
그레고리오 12세의 추기경들은 공개적으로 불만을 표시했으며 심지어 그를 버릴 수도 있다는 표현까지 했다. 1408년 5월 4일 그레고리오 12세는 추기경들을 루카에 모이도록 한 다음 어떤 이유로도 자신의 허락 없이는 도시 밖을 나갈 수 없다고 선언했다. 그는 콘클라베 당시 새로 추기경을 서임하지 않겠다는 약속을 했지만, 자신의 지지 세력을 키우기 위해 조카 네 명을 추기경에 서임했다. 개중에는 훗날의 교황 에우제니오 4세도 포함되어 있었다. 이에 7명의 추기경이 몰래 루카를 빠져나와 대립교황 베네딕토의 추기경들과 더불어 공의회 소집을 위한 협상을 벌여 두 교황을 모두 자리에서 물러나게 한 다음 새 교황을 선출하는데 합의했다. 그 결과, 그들은 피사에 공의회를 소집하고 교황과 대립교황을 초청했다. 하지만 교황 그레고리오 12세와 대립교황 베네딕토 13세 둘 다 공의회에 모습을 드러내지 않았다.
한편 그레고리오 12세 곁에는 충성스럽고 강력한 보호자이자 콘도티에로인 카를로 1세 말라테스타가 있었는데, 카를로는 공의회 회기 동안 그레고리오 12세를 지지하는 활동을 하기 위해 피사에 왔다. 1409년 6월 5일 제15차 회기에서 피사 공의회는 두 교황을 교회 분열, 이단, 위증, 스캔들의 죄목으로 폐위한다고 선언했다. 그리고 그 달 말에 그들은 새로 대립교황 알렉산데르 5세(1409–1410)를 선출했다. 한편 그레고리오 12세는 열 명의 추기경을 추가로 서임한 다음 아퀼레이아 인근의 치비달레 델 프리울리에서 역시 공의회를 소집하여 맞불을 놓으려 했으나 소수의 주교들만 참석하였다. 그레고리오 12세의 추기경단은 대립교황들인 베네딕토 13세와 알렉산데르 5세를 이교도와 위증자, 교회 파괴주의자로 선언했으나 무시되었다. 대립교황 알렉산데르 5세는 다음해에 사망하고 그의 후임자로 발다사레 코사가 피선되어 대립교황 요한 23세가 되었다.

### 교회 분열 해결
마침내 1414년 12월 12일 콘스탄츠 공의회가 소집되어 이 사태를 해결했다. 그레고리오 12세는 카를로 말라테스타와 라구사의 조반니 도미니치 추기경을 자신의 대리인으로 임명하고 공의회에 참석시켰다. 공의회에 참석한 조반니 도미니치 추기경은 공의회를 소집하고 교황의 지상권을 수호하는 교령들을 승인했다.
그리고 1415년 7월 4일 카를로 말라테스타는 그레고리오 12세의 이름으로 그의 사임을 선언했으며, 추기경들도 이를 수락하였다. 사전 합의에 따르면, 추기경들은 그레고리오 12세가 서임한 모든 추기경을 그대로 지위를 유지시키는 것에 동의했으며, 이에 교황의 가문인 코레르 가문도 만족하였다. 그레고리오 12세는 프라스카티의 주교와 추기경단 단장 그리고 안코나에 파견할 교황 특사를 임명하는 인사조치를 단행했다. 이어서 공의회는 대립교황 요한 23세의 선출을 무효화하였다. 대립교황 베네딕토 13세의 추종자들도 참석한 후 공의회는 대립교황 베네딕토 13세의 폐위를 선언하였다. 이로써 서구 대이교는 종식되었다. 그리하여 새로운 교황을 선출할 수 있는 길이 열렸으며, 그레고리오 12세가 선종하기 전에 추기경들은 오도네 콜론나 추기경을 교황 마르티노 5세로 선출하였다. 따라서 교황좌는 2년 간 공석이었다.

## 퇴위와 죽음
이후 그레고리오 12세는 안코나에서 여생을 평화롭게 보내다가 선종했다. 그는 약 598년 후인 2013년 2월 28일 교황 베네딕토 16세가 사임하기 전까지 교황좌에서 퇴위한 마지막 교황이었다.